# Resolution 777 des UN-Sicherheitsrates
Die Resolution 777 des UN-Sicherheitsrates befasste sich mit dem Zerfall der Sozialistischen Föderativen Republik Jugoslawien (SFRJ) und der Regelung ihrer Nachfolge. Sie stellte fest, dass „der Staat, der früher als Sozialistische Föderative Republik Jugoslawien bekannt war“, zu existieren aufgehört hatte. Mit einem Verweis auf die Resolution 757, die den von den früheren jugoslawischen Teilrepubliken Serbien und Montenegro erhobenen Anspruch auf automatische Rechtsnachfolge der SFRJ zurückwies, legte sie ferner fest, dass die nur aus diesen beiden Republiken bestehende, im April 1992 gegründete „Bundesrepublik Jugoslawien“ die UNO-Mitgliedschaft der SFRJ nicht automatisch fortführen konnte. Sie sollte sich deshalb, genauso wie die anderen Nachfolgestaaten Jugoslawiens, um eine Neuaufnahme in die UNO bewerben. An der UN-Generalversammlung sollte sie somit nicht teilnehmen. Die Frage sollte auch der 47. Generalversammlung der UNO, die im September 1992 tagte, noch einmal vorgelegt werden, die die Resolution bestätigte.
Bei der Abstimmung enthielten sich Indien, Simbabwe und China der Stimme.
In der Folge durfte die Bundesrepublik Jugoslawien u. a. auch nicht an Sitzungen des Internationalen Pakts über bürgerliche und politische Rechte, des Internationalen Übereinkommens zur Beseitigung jeder Form von Rassendiskriminierung und der UN-Konvention zur Beseitigung jeder Form von Diskriminierung der Frau teilnehmen.
Die Bundesrepublik Jugoslawien wurde erst im Jahr 2000 als Mitglied in die UNO aufgenommen.